# «آ» بهانه است
"آ" بهانه است (انگلیسی: A" Is for alibi") نام رمانی معمایی است اثر سو گرافتون که از سری داستانه‌های معمایی کینسی میلهون الهام گرفته‌است. این داستان برای نخستین بار در سال ۱۹۸۲ میلادی در جنوب ایالت کالیفرنیا در شهر بابارا چاپ و منتشر شد.